# Série de Bell
En théorie des nombres, les séries de Bell sont des séries formelles utilisées pour étudier les propriétés des fonctions arithmétiques. Elles ont été introduites et développées par Eric Temple Bell.

## Définition
Si f est une fonction arithmétique et p un nombre premier, on définit la série de Bell d'indice p de f :

## Propriétés
- Deux fonctions multiplicatives f et g sont égales si (et seulement si), pour tout entier premier p, on a : {\displaystyle f_{p}(X)=g_{p}(X)}.
- Pour deux fonctions arithmétiques f et g,{\displaystyle f_{p}(X)g_{p}(X)=h_{p}(X),}où h est le produit de convolution de Dirichlet de f et de g.
- Si f est complètement multiplicative, alors :{\displaystyle f_{p}(X)={\frac {1}{1-f(p)X}}.}

## Exemples
Voici quelques fonctions arithmétiques usuelles et leurs séries de Bell :
- le neutre δ1 pour la convolution de Dirichlet, i.e. la fonction caractéristique du singleton {1} : (δ1)p(X) = 1,
- la fonction puissance k-ième Ik (qui est complètement multiplicative) : {\displaystyle (I_{k})_{p}(X)={\frac {1}{1-p^{k}X}},}
- la fonction de Möbius μ : μp(X) = 1 – X,
- la fonction de Liouville λ : λp(X) = 1/(1 + X),
- la fonction φ d'Euler : {\displaystyle \varphi _{p}(X)={\frac {1-X}{1-pX}},}
- la Fonction somme des puissances k-ièmes des diviseurs σk : {\displaystyle (\sigma _{k})_{p}(X)={\frac {1}{1-\sigma _{k}(p)X+p^{k}X^{2}}}.}